# Боуэр, Адриан
Адриан Боуэр (англ. Adrian Bowyer; /ˈboʊjər/) — английский инженер и математик, бывший профессор Университета Бата.
Боуэр родился в 1952 году в Лондоне, является старшим ребёнком покойных Розмари и Джона Боуэра; последний был писателем, художником и одним из основателей компании по инженерному консультированию Zisman, Bowyer and Partners. Боуэр получил образование в школе Вудроффа, Лайм Реджис и Имперском колледже Лондона.
В 1977 году он поступил на математический факультет Батского университета. Вскоре после этого он получил докторскую степень в Имперском колледже Лондона за исследование вибрации, вызванной трением. Работая на математическом факультете, он изобрел (одновременно с Дэвидом Уотсоном) алгоритм для вычисления диаграмм Вороного, получивший их имена (алгоритм Боуэра-Ватсона).
Последующие двадцать два года он провёл сначала лектором, а затем старшим преподавателем на факультете машиностроения в Университете Бата. Он ушёл из академической жизни в 2012 году, но остался директором компании RepRap Ltd. Он создал проект RepRap, для домашнего использования и изготовления 3D-принтеров с открытым исходным кодом, которые могут производить пластиковые детали бытового назначения. The Guardian сказал об этом: «[RepRap] был назван изобретением, которое обрушит глобальный капитализм, начнёт вторую промышленную революцию и спасет окружающую среду.»
В 2017 году Бойер получил награду «За выдающийся вклад в 3D-печать» в сфере 3D-печати и был включен в Зал славы TCT. В 2019 году он стал членом ордена Британской империи (MBE) за 3D-печать.
Его жена — школьный учитель в отставке; у них есть одна взрослая дочь.